# Hillman (bilmärke)

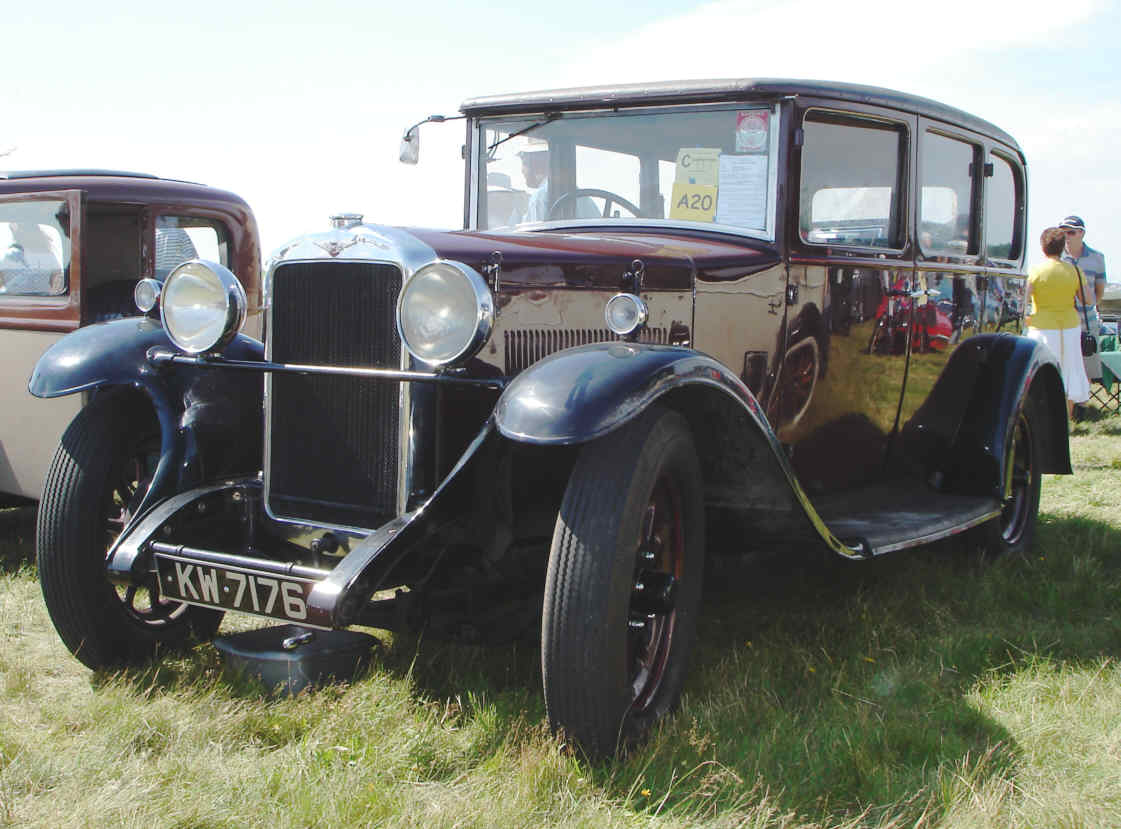
Hillman 14 hp 1929

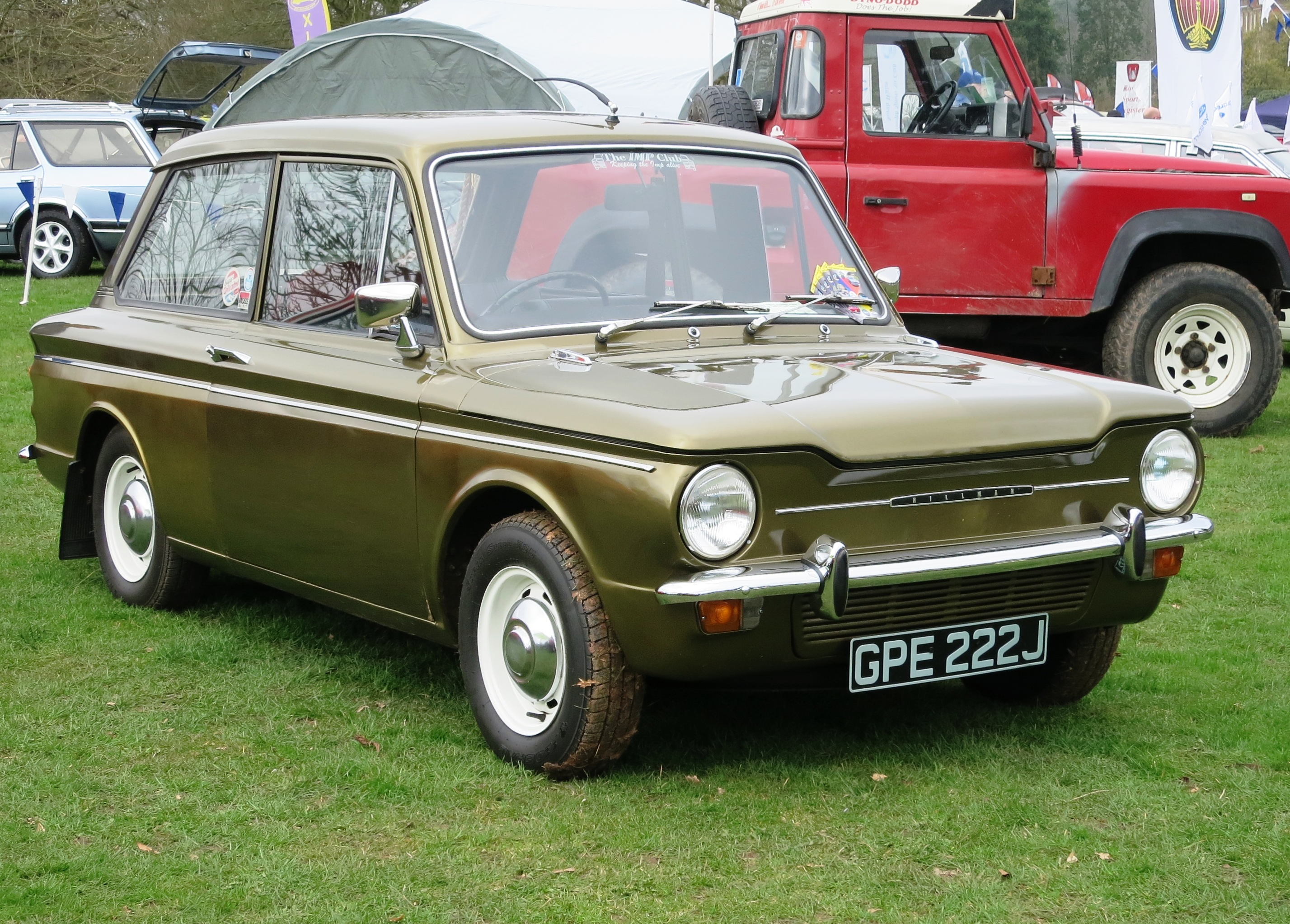
Hillman Imp

Hillman var en brittisk biltillverkare med huvudkontor och verksamhet i Coventry 1907–1976. Hillman ingick från 1928 i Rootes, som köptes upp av Chrysler 1967 och ingick då i Chrysler United Kingdom som ingick i Chrysler Europe. Hillman upphörde som bilmärke 1976, varefter modellerna istället såldes som Chrysler.

## Historia

### 1907–1945
William Hillman började tillverka cyklar på 1880-talet. 1885 blev han delägare i Hillman Herbert and Cooper, som tillverkade cyklar med namnet Kangaroo. Verksamheten blev mycket lönsam och Hillman miljonär. Hans vision att tillverka bilar kunde nu förverkligas. Han och konstruktören Louis Coatalen som varit chefsingenjör på Humber bildade tillsammans Hillman Coatalen Motor Company. En fabrik byggdes i Stoke Aldermoor utanför Coventry. 1907 byggdes den första Hillman-bilen, 24HP Hillman-Coatalen. 1910 fick verksamheten namnet Hillman Motor Car Company sedan Coatalen lämnat för att arbeta på Sunbeam. Hillman ställde upp med den första modellen i RAC Tourist Trophy. Därifrån gick man vidare med att bygga stora, exklusiva bilar i små serier. 1913 fick Hillman till en försäljningssuccé med modellen 9 hp, som kom att tillverkas i olika utföranden in på 1920-talet. 
William Hillman avled 1921, och ledningen av företaget togs över av svärsönerna John Black och Spencer Wilks. Modellen 14 hp från 1925 sålde bra. 
1928 visade Hillman ännu en dyr och exklusiv modell, kallad Straight Eight, som var tänkt att konkurrera med amerikanska bilar. Men modellen blev en flopp, och Hillman fick ekonomiska problem. Reginald Rootes och William Rootes hade ett återförsäljaravtal med Hillman och blev 1929 delägare i Hillman. Vid samma tid blev de också delägare i Humber och Commer. Hillman slogs samman med Humber och kom att ingå som bilmärke i Rootes-koncernen som bildades.

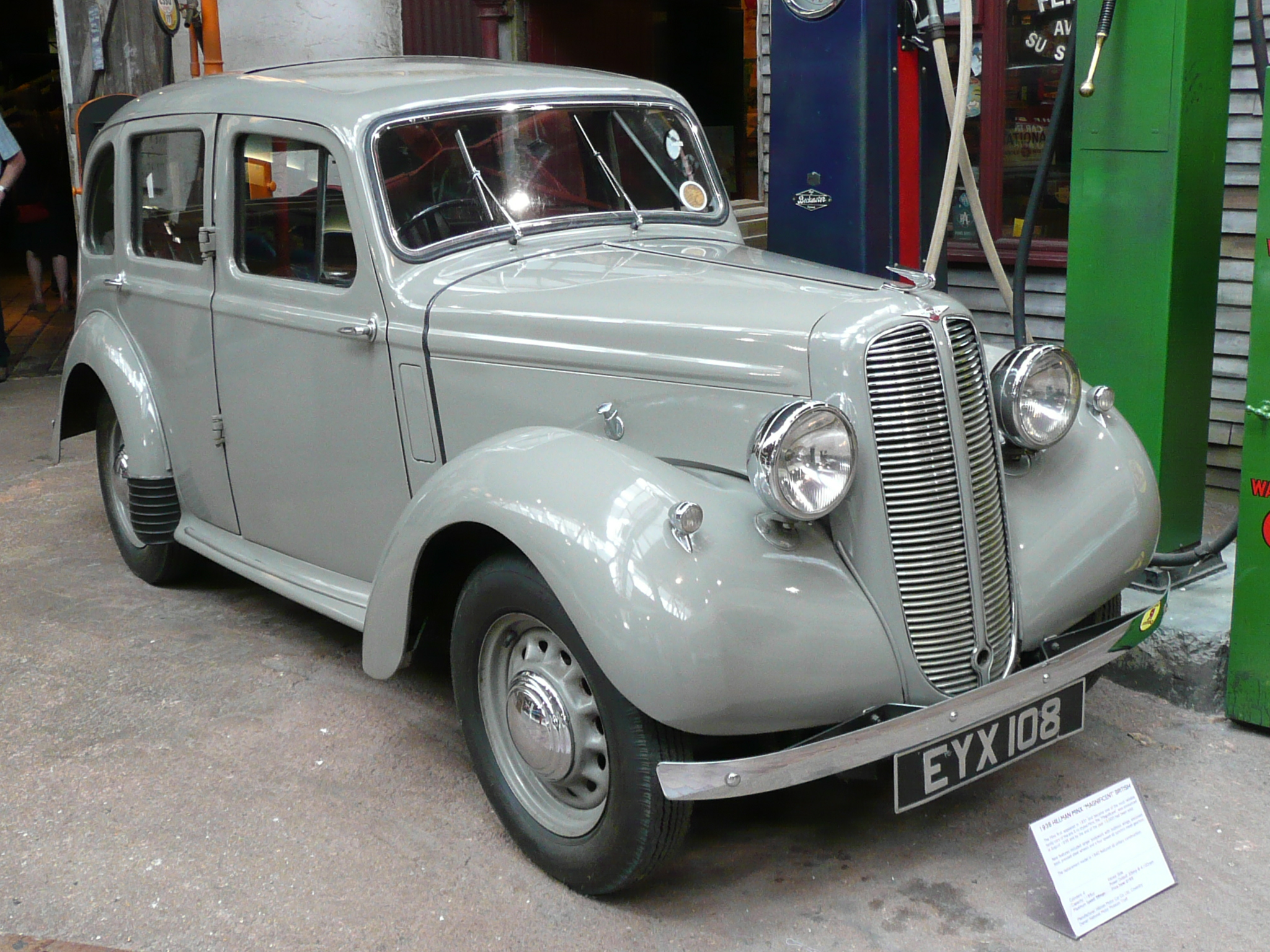
Hillman Minx 1938
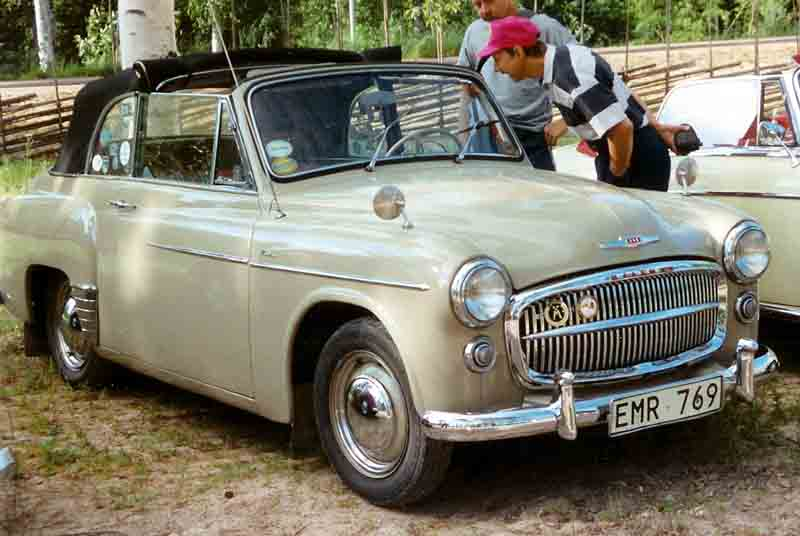
Hillman Minx Mark VIII Drophead 1955

Hillman kom att bli basen för Rootes verksamhet och stod för huvuddelen av försäljningen. 1932 presenterades den första i en lång rad av Minx-modeller. Man sålde även flera större sexcylindriga modeller med sidventilmotor. Rootes höll sig väl framme med tekniska nymodigheter, och Minx fick helsynkroniserad växellåda 1935, även om man återgick till osynkroniserad förstaväxel av ekonomiska skäl 1939, och fick självbärande kaross 1940.

### 1945–1967
Efter andra världskriget infördes en enmodellspolitik, och Minx var den enda modell som tillverkades under de närmaste femton åren. Under perioden 1945–1960 tillverkades ungefär 860 000 Hillman-bilar. 1961 tillkom den större Super Minx och 1963 svansmotorbilen Imp. 
För att klara av den förväntade produktionsökningen begärde företaget myndigheternas tillstånd att bygga ut anläggningen i Ryton-on-Dunsmore, utanför Coventry. Då gick industriministeriet in och meddelade att detta inte kunde bli aktuellt. Däremot skulle regeringen, av arbetsmarknadspolitiska skäl, ge ett mycket fördelaktigt lån om Rootes byggde en ny fabrik i Linwood utanför Glasgow. Linwood låg nästan 50 mil från Rootes huvudanläggning och huvuddelen av den brittiska bilindustrin i Västra Midlands. Arbetskraften bestod huvudsakligen av tidigare varvsarbetare. Varvsindustrin i Clyde hade hamnat i en kris, och den nya bilfabriken skapade 6000 nya jobb i området. Imp var den första bilen som tillverkades i Skottland på årtionden, och den sågs som en skotsk bil och fanns bland annat i versionen Caledonian. Fabriken fick omfattande problem med produktionen, både vad gällde kvalitet och produktivitet. Den hade återkommande strejker, den första tre veckor efter att fabriken startat sin produktion.
1966 fick Iran Khodro licens att producera Hillman Hunter i Iran . Den första bilen som byggdes 1967 kallades för Paykan. Detta blev under 1970-talet en betydande del av Hillmans verksamhet med export av CKD-kit för tillverkningen av Paykan i Iran. Den sista bilen som togs fram under Rootes-eran blev Hillman Hunter som presenterades 1966.

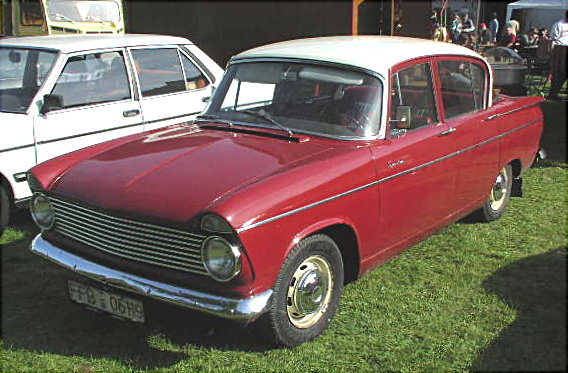
Hillman Super Minx Series III
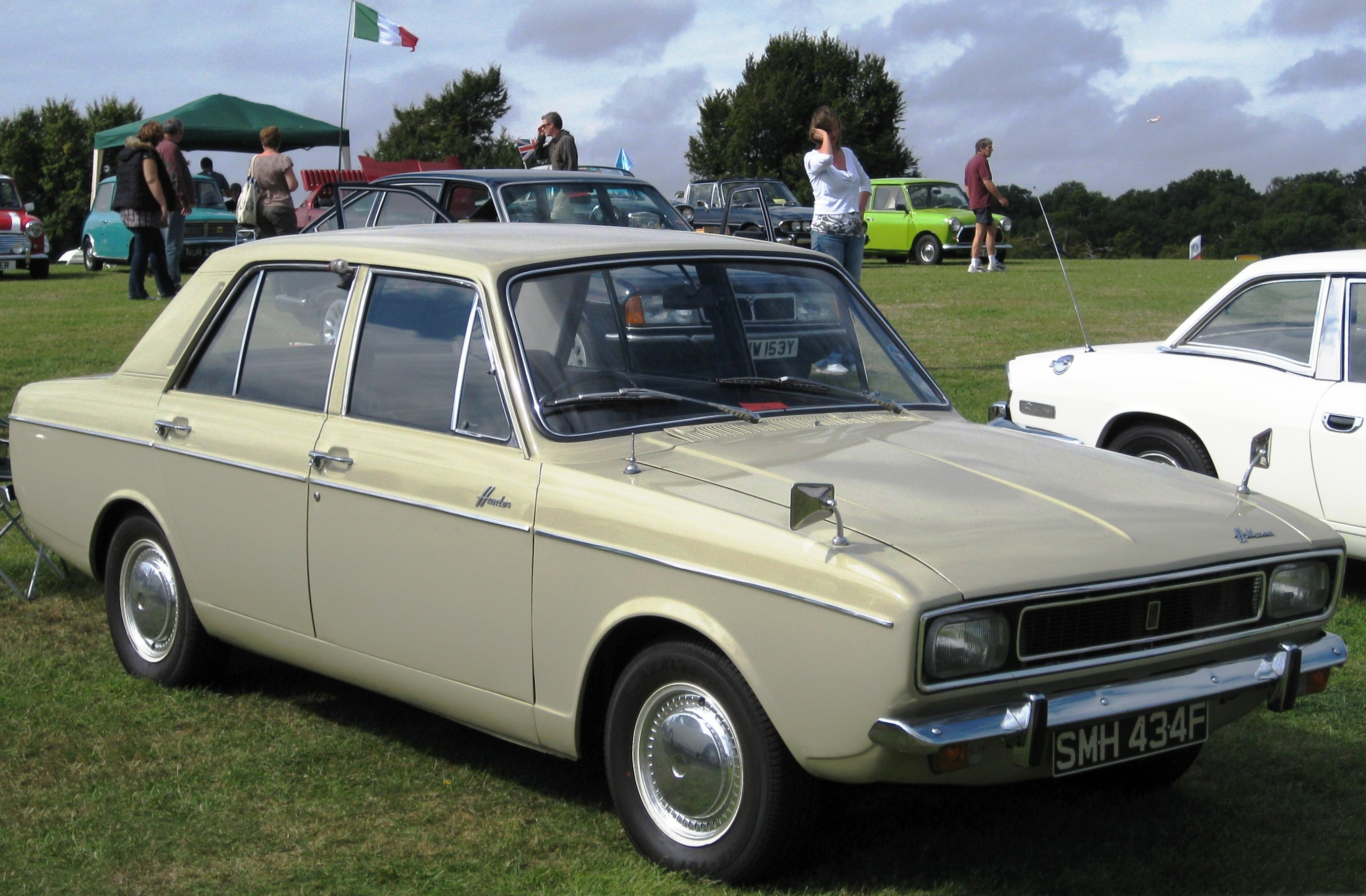
Hillman Hunter

Rootes insåg att det fanns en lucka i modellprogrammet mellan lilla Hillman Imp och stora Hillman Hunter, men i mitten av sextiotalet saknade koncernen resurser att ta fram en ny bil för att fylla utrymmet. Först när Chrysler tagit över Rootes tillfördes nya pengar till utveckling. Till skillnad från Hunter-modellen, som fått överta det mesta av tekniken från företrädaren, fick man nu möjligheten att konstruera en helt ny bil.

### Del av Chrysler Europe

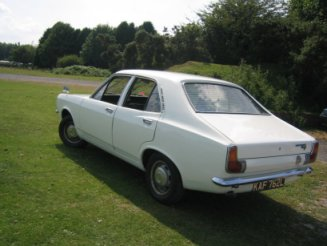
Hillman Avenger

1967 köpte Chrysler brittiska Rooteskoncernen där Hillman gick. Hillman blev nu en del av Chrysler Europe. Sedan Chrysler kommit in som ny ägare tillfördes resurser att konstruera en helt ny bil, Avenger som kom 1970. Detta skulle även visa sig vara den sista modell som konstruerades från grunden av forna Rootes-koncernen. Namnet Hillman försvann från bilarna 1976 då Chrysler Europe lade ned sina sista brittiska märken och bilarna bar därefter namnet Chrysler. Hillman Hunter sålde nu i så små volymer att produktionen flyttades till Irland, där den tillverkades fram till 1979. Samtidigt med namnbytet flyttades tillverkningen av de brittiska bilarna från Hillmans fabrik i Ryton, till Imp-fabriken i skotska Linwood för att ge plats för modernare Simca-bilar. 
Chrysler brittiska verksamhet hade brottats med förluster under flera år, där förlusterna kraftigt ökat 1974–1975. Förlusten var 1974 på 35 miljoner dollar och ökade till 71 miljoner dollar 1975. 1975 krävde Chrysler att den brittiska regeringen skulle gå in med ekonomiskt stöd för de förlustbringande fabrikerna i Storbritannien, vilket också skedde. Den förlustbringande verksamheten i Europa drog ner resultatet för Chrysler som fick allt större ekonomiska problem även i Nordamerika.
PSA-koncernen köpte Chrysler Europe där Hillman ingick 1978. PSA blev i och med köpet Europas största biltillverkare. Linwood-fabriken lades ned 1981. Avenger fortsatte att tillverkas i Argentina som VW 1500 fram till 1991 och Hunter tillverkas under namnet Paykan i Iran fram till 2005. Fabriken i Ryton tillverkade Peugeot-modeller fram till 2006 då den lades ned, och därmed försvann de sista resterna av Hillman i Storbritannien.

## Några Hillman-modeller
- 1907-1911 Hillman 40 hp
- 1909-1913 Hillman 25 hp
- 1909-1913 Hillman 12/15
- 1913-1915 Hillman 9 hp
- 1910 Hillman 10 hp
- 1914 Hillman 13/25
- 1915-1926 Hillman 11 hp
- 1920-1922 Hillman 10 hp Super Sports
- 1925-1930 Hillman 14 hp
- 1928-1931 Hillman 20 hp
- 1931-1932 Hillman Vortic
- 1931-1933 Hillman Wizard
- 1932-1970 Hillman Minx
- 1934-1936 Hillman 16/20
- 1936-1937 Hillman Hawk
- 1936-1938 Hillman 80 hp
- 1938-1940 Hillman 14 hp
- 1961-1967 Hillman Super Minx
- 1963-1976 Hillman Imp
- 1967-1979 Hillman Hunter
- 1970-1981 Hillman Avenger